# Landgoed de Batenborgh
Landgoed de Batenborgh is een middeleeuws landgoed gelegen in het Achterhoekse essenlandschap tussen Winterswijk en Groenlo in de provincie Gelderland. Het omvat akkers, weilanden, wat bos en natuurterreinen en wordt voor het eerst als eigen bezit vermeld in 1478.

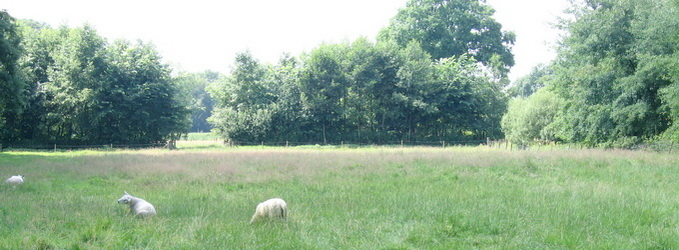
Uitzicht op Landgoed de Batenborgh bij Winterswijk met schapen op kruidenrijk grasland.

## Landbouw, bos, natuurgebied
Het landgoed is grotendeels gelegen op het ‘Arresveld’, karakteristiek voor het coulisselandschap in de Achterhoek en het Nationaal Landschap Winterswijk. Tussen het Streekziekenhuis SKB en natuurreservaat het Korenburgerveen. Beschut door de vele houtwallen liggen er graslanden en graanakkers met cultuurhistorische en grote landschappelijke waarden. 

## Kapel

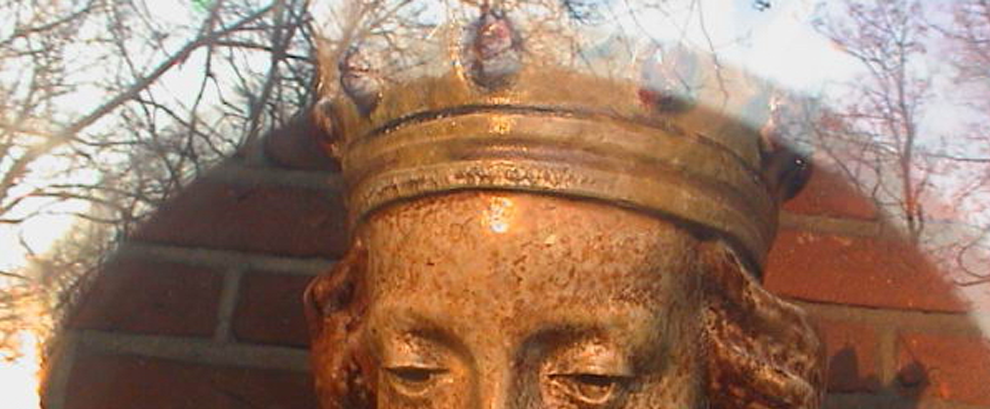
Fragment van Mariakapel bij Lievelde op Landgoed de Batenborgh.

Tot het landgoed behoort de Mariakapel in Lievelde, even ten noorden van Lichtenvoorde gelegen. Volgens overlevering hebben boeren uit de omgeving, uit dankbaarheid voor de goede afloop van de Tweede Wereldoorlog en het overleven van onderduikers, deze veldkapel laten bouwen.

## Beheer

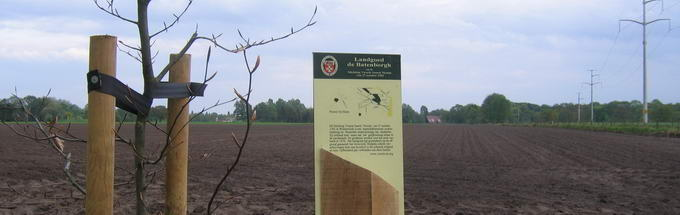
Lustrumboom geplant bij 500-jarig bestaan en landgoedbord aan de rand van Landgoed de Batenborgh bij Winterswijk.

De eigenaar van het landgoed is de Stichting Vicarie Sancti Nicolai van 27 october 1501 te Winterswijk. Een laat-middeleeuwse vicariestichting in Gelderland. De stichting heeft tot doel haar culturele erfgoed in stand te houden en de jaarlijkse opbrengsten uit landgoed en effecten als studietoelagen uit te keren aan studenten. De stichting stimuleert hiermee de academische vorming van leden van de familie Batenburg/Van Basten Batenburg. De inkomsten worden toegewezen door de collator van de stichting.

Het beheer wordt uitgevoerd door een rentmeester. De gronden en de jacht zijn grotendeels in pacht uitgegeven. 
Op een deel van het landgoed werd sinds 2019 een zonnepark van 7 ha. ontwikkeld. Met de 26.000 zonnepanelen kan jaarlijks genoeg stroom worden geproduceerd voor 2.000 huishoudens. Het bestuurscollege van Winterswijk heeft op 17 maart 2020 een vergunning verleend voor de realisatie van het zonnepark op het landgoed.

## Geschiedenis

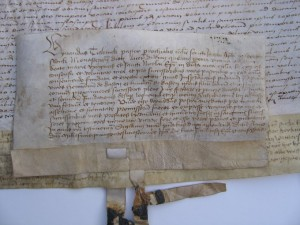
'Transfix' door de akte van bevestiging van oprichting van de Stichting Vicarie Sancti Nicolai uit 1502 met uitbreiding van gronden van het landgoed.

Het landgoed is ontstaan in 1478. Het eigendom van het landgoed is al sinds de late middeleeuwen ondergebracht in een stichting en wordt sinds enkele eeuwen bestuurd door leden van het geslacht Batenburg/Van Basten Batenburg.